# Acatlán (Hidalgo)
Acatlán es una localidad cabecera del municipio de Acatlán en el estado de Hidalgo, México.

## Toponimia
El nombre "Acatlán" proviene del náhuatl āca-, que significa "cañas", y -tlan, que significa "junto a"; que podría traducirse como"junto a las cañas" o "cañaveral".

## Historia

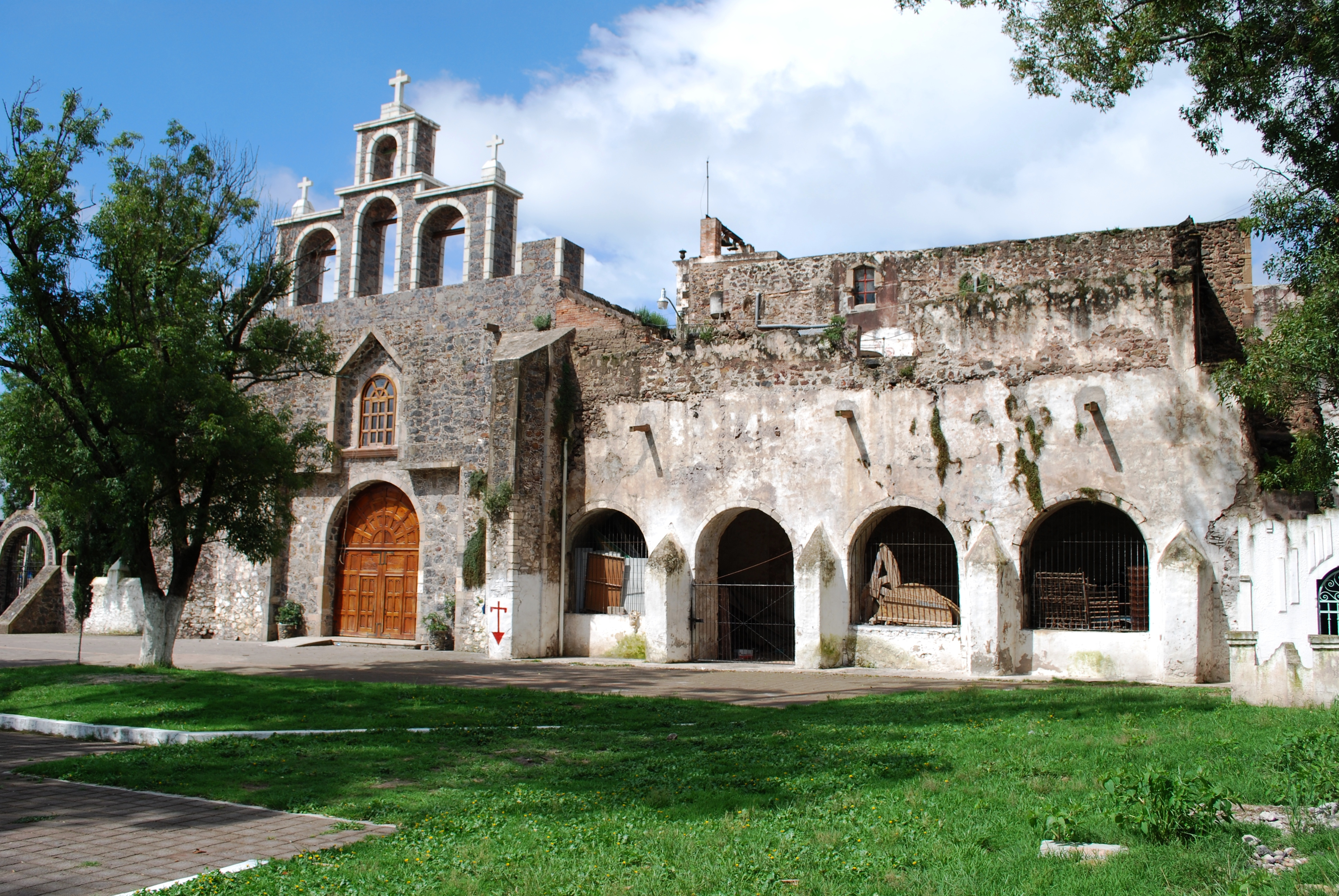
Templo y exconvento de San Miguel Arcángel.

Acatlán figura como uno de los pueblos del Valle de Tulancingo que pagaban tributo a los mexicas. Después de la conquista de México su primer encomendero fue Pedro de Paz. El pueblo se hallaba sujeto al de Atotonilco como República de indios con 211 casas. En 1544 la orden de San Agustín inicia la construcción del Convento de San Miguel Arcángel.
A finales del siglo XVI, comienza el período hacendario de la región, a este período, corresponden las haciendas de Totoapa, Mixquiapan, Zupitlán, Tepenacasco y Cacaloapan. A mediados del siglo XVIII, los pobladores establecen fuerte pugna contra María Dolores Romero de Terreros, marquesa de Herrera, acusándola de despojo de tierras para ensanchar los linderos de la Hacienda de San Juan Hueyapan, que era de su propiedad. En 1821, durante la ocupación de Tulancingo por las tropas del general Bravo, se reclutaron en sus filas habitantes de Acatlán.
En mayo de 1853, Melchor Ocampo residió en Acatlán tras su confinamiento en la ciudad de Tulancingo. Durante la Revolución mexicana, las tropas carrancistas ocuparon temporalmente la población, destinando el claustro del exconvento como cuartel y cocina de leña.

## Geografía

### Localización
Le corresponden las coordenadas geográficas 20°8′44″ de latitud norte y 98°26′24″ de longitud oeste. Acatlán se localiza al centro norte del estado de Hidalgo, con una altitud de 2137 metros sobre el nivel del mar. La localidad se encuentra cerca a la ciudad de Tulancingo (10 km); y se encuentra a 48 km de la ciudad de Pachuca de Soto, capital del estado, y a 140 km de la Ciudad de México.

### Clima
El clima se registra una temperatura media anual, oscila en los 14 °C y su precipitación promedio es de 600 mm.
| Parámetros climáticos promedio de Acatlán     | Parámetros climáticos promedio de Acatlán | Parámetros climáticos promedio de Acatlán | Parámetros climáticos promedio de Acatlán | Parámetros climáticos promedio de Acatlán | Parámetros climáticos promedio de Acatlán | Parámetros climáticos promedio de Acatlán | Parámetros climáticos promedio de Acatlán | Parámetros climáticos promedio de Acatlán | Parámetros climáticos promedio de Acatlán | Parámetros climáticos promedio de Acatlán | Parámetros climáticos promedio de Acatlán | Parámetros climáticos promedio de Acatlán | Parámetros climáticos promedio de Acatlán |
| Mes                                           | Ene.                                      | Feb.                                      | Mar.                                      | Abr.                                      | May.                                      | Jun.                                      | Jul.                                      | Ago.                                      | Sep.                                      | Oct.                                      | Nov.                                      | Dic.                                      | Anual                                     |
| --------------------------------------------- | ----------------------------------------- | ----------------------------------------- | ----------------------------------------- | ----------------------------------------- | ----------------------------------------- | ----------------------------------------- | ----------------------------------------- | ----------------------------------------- | ----------------------------------------- | ----------------------------------------- | ----------------------------------------- | ----------------------------------------- | ----------------------------------------- |
| Temp. máx. abs. (°C)                          | 27.0                                      | 28.0                                      | 30.5                                      | 34.0                                      | 34.0                                      | 35.0                                      | 27.0                                      | 27.0                                      | 27.0                                      | 30.0                                      | 27.0                                      | 29.0                                      | 35.0                                      |
| Temp. máx. media (°C)                         | 19.8                                      | 20.6                                      | 23.2                                      | 24.6                                      | 25.0                                      | 22.6                                      | 21.0                                      | 21.3                                      | 20.7                                      | 20.2                                      | 19.5                                      | 19.3                                      | 21.4                                      |
| Temp. media (°C)                              | 10.7                                      | 12.0                                      | 14.3                                      | 16.0                                      | 17.0                                      | 15.6                                      | 14.7                                      | 14.6                                      | 14.5                                      | 13.5                                      | 11.9                                      | 11.5                                      | 13.9                                      |
| Temp. mín. media (°C)                         | 2.4                                       | 3.5                                       | 5.4                                       | 7.4                                       | 9.0                                       | 8.7                                       | 8.4                                       | 7.9                                       | 8.3                                       | 6.7                                       | 4.3                                       | 3.7                                       | 6.3                                       |
| Temp. mín. abs. (°C)                          | -9.0                                      | -12.0                                     | -5.0                                      | 0                                         | 2.0                                       | 1.0                                       | 2.5                                       | 0                                         | -3.0                                      | -3.5                                      | -5.0                                      | -5.0                                      | -12.0                                     |
| Precipitación total (mm)                      | 8.9                                       | 5.0                                       | 15.1                                      | 36.2                                      | 67.9                                      | 79.6                                      | 81.4                                      | 70.5                                      | 92.0                                      | 51.8                                      | 10.0                                      | 4.6                                       | 523.0                                     |
| Días de lluvias (≥ 0.1)                       | 2.2                                       | 1.4                                       | 2.4                                       | 5.3                                       | 8.7                                       | 8.9                                       | 11.7                                      | 9.4                                       | 10.0                                      | 7.2                                       | 2.7                                       | 1.2                                       | 71.1                                      |
| Fuente: Servicio Meteorológico Nacional. 2015 |                                           |                                           |                                           |                                           |                                           |                                           |                                           |                                           |                                           |                                           |                                           |                                           |                                           |

## Demografía
De acuerdo con el Censo de Población y Vivienda 2020 del INEGI; la localidad tiene una población de 439 habitantes, lo que representa el 1.97 % de la población municipal. De los cuales 210 son hombres y 229 son mujeres; con una relación de 91.7 hombres por 100 mujeres.
Las personas que hablan alguna lengua indígena, es de 4 personas, alrededor del 0.91 % de la población de la ciudad. En la ciudad hay 38 personas que se consideran afromexicanos o afrodescendientes, alrededor de 8.66 % de la población de la ciudad.
De acuerdo con datos del censo INEGI 2020, unas 388 declaran practicar la religión católica; unas 15 personas declararon profesar una religión protestante o cristiano evangélico; 1 personas declararon otra religión; y unas 35 personas que declararon no tener religión o no estar adscritas en alguna.
| Gráfica de evolución demográfica de Acatlán entre 1900 y 2020                                |
|                                                                                              |
| Población de los censos y conteos del Instituto Nacional de Estadística y Geografía (INEGI). |

## Cultura

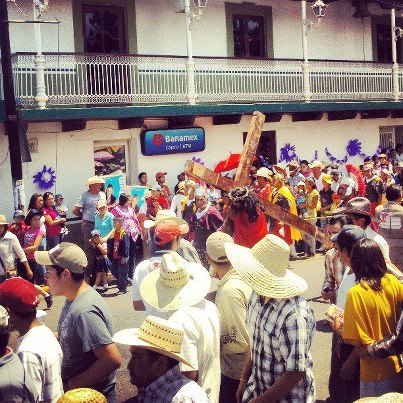
Vía crucis en Acatlán.

### Arquitectura
El Templo y exconvento de San Miguel Arcángel fue construido por los frailes agustinos entre 1544 y 1569. El templo es de fachada muy sobria con una pequeña espadaña en su remate. El monasterio se encuentra en parte dañado, dos corredores del claustro alto se ha derrumbado. En el interior se encuentra un pequeño patio y los claustros alto y bajo cuentan con arcadas de medio punto.

### Fiestas
En la Semana Santa se realiza la representación de la pasión y muerte de Cristo la cual es representada por jóvenes del poblado. La principal feria es la Expo Acatlán, que se realiza en el mes de septiembre, realizándose exposición y venta de productos lácteos, artesanías, eventos deportivos y actividades culturales. Paralelo a la Expo Acatlán se realiza la Festividad en honor a San Miguel Arcángel, santo Patrono de la localidad, con ceremonias religiosas, cohetes y danzas.

## Infraestructura
En cuanto vías de comunicación se tiene acceso a una carretera de cuatro carriles que conecta a la autopista México-Tulancingo. La línea de teléfono proviene de la ciudad de Tulancingo. En cuanto a electricidad la localidad se abastece mediante un trasformador localizado en la misma, con el 100 % de cobertura. En cuanto a agua potable se cuenta con un pozo profundo así como varias manantiales localizados en las localidades aledañas; y el servicio de drenaje cubre el 95 % de la localidad.

## Economía

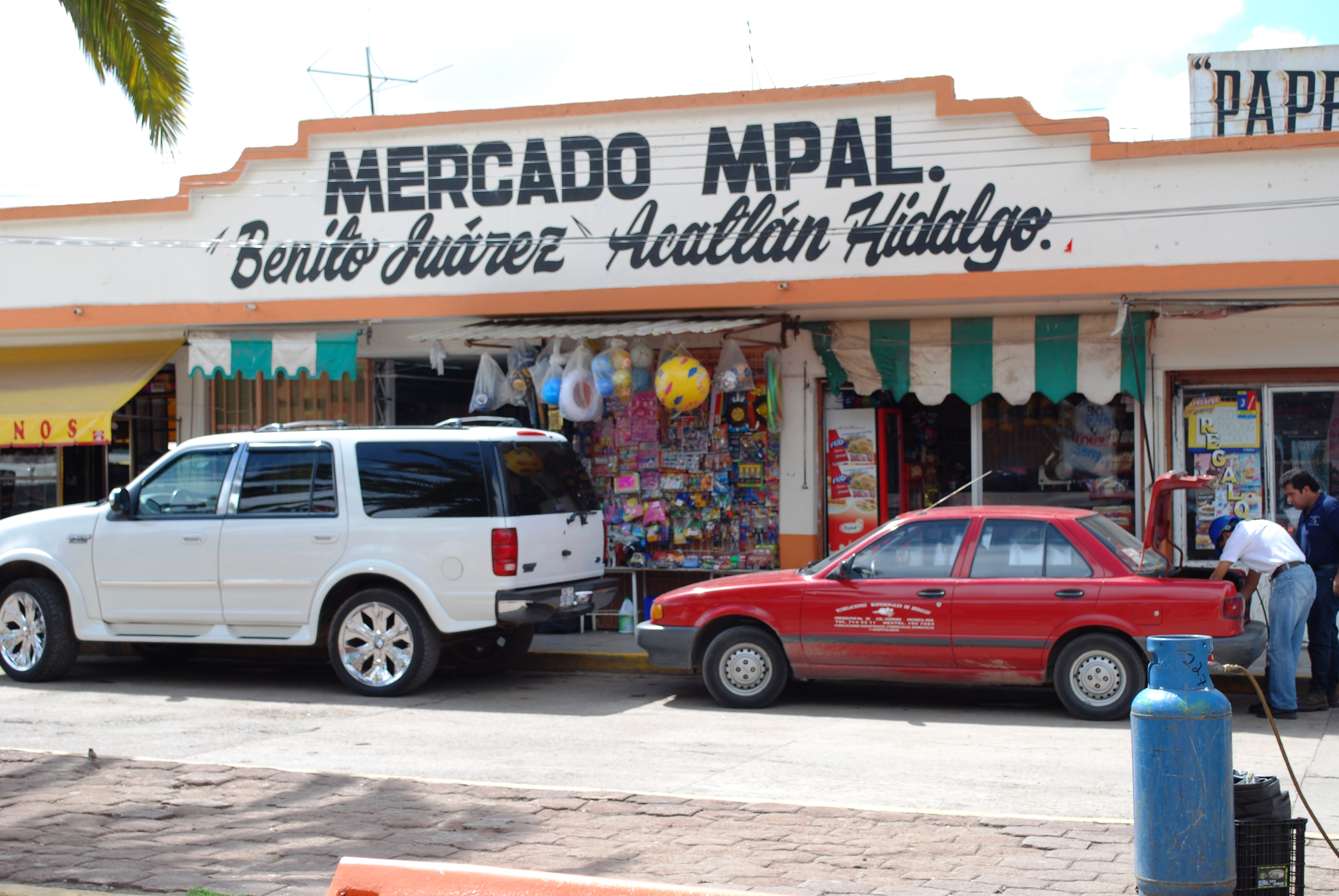
Mercado municipal.

En 2010 el municipio presenta un IDH de 0.620 Medio, por lo que ocupa el lugar 65° a nivel estatal. Las principales actividades económicas son la agricultura, ganadería y el comercio. Cuenta con industrias maderablesy de procesamiento de lácteos.